# Marcus Ulpius Traianus

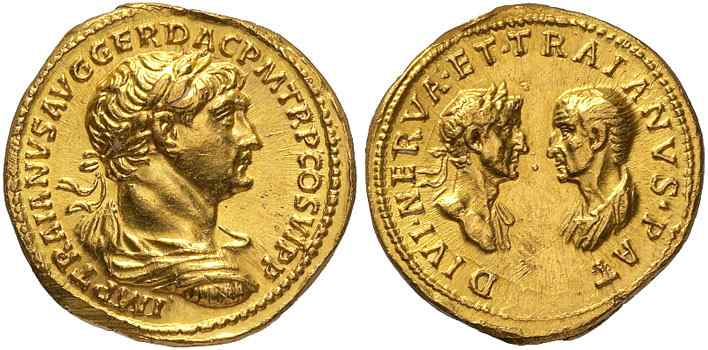
Marcus Ulpius Traianus auf einem Aureus Trajans des Jahres 115 (rechtes Porträt auf der rechten Abbildung)

Der römische Politiker und Feldherr Marcus Ulpius Traianus (* vor 30 n. Chr.; † vor 100 n. Chr.), 113 divinisiert („vergöttlicht“) als divus Traianus pater, war der Vater des römischen Kaisers Trajan und der Großonkel von dessen Nachfolger Hadrian.
Ulpius Traianus gehörte zu den Nachfahren einer Gruppe von Kolonisten, die 205 v. Chr. von Scipio Africanus in Italica in der Provinz Baetica im Süden der iberischen Halbinsel angesiedelt worden waren. Seine Gens stammte ursprünglich aus Tuder in Umbrien. Im vom späteren Kaiser Vespasian geführten Jüdischen Krieg kommandierte Traianus 67/68 die Legio X Fretensis. Während des so genannten Vierkaiserjahres, im Bürgerkrieg nach dem Tod Neros, war er ein Parteigänger Vespasians und später der von diesem begründeten flavischen Dynastie; zum Dank wurde er von Vespasian in das Patriziat erhoben. Traianus war zwischen 70 und 72 Suffektkonsul und verwaltete von 73 an fünf Jahre lang die wichtige Provinz Syria. Dort gelang es ihm, einen drohenden Partherangriff zu verhindern. Später war er Statthalter seiner Heimatprovinz Baetica und schließlich Prokonsul der Provinz Asia.
Mit seiner Frau Marcia hatte Traianus zwei Kinder, den späteren Kaiser Trajan und eine erstgeborene Tochter, Ulpia Marciana, die von ihrem Bruder 105 zur Augusta erhoben wurde. Da der Vater des späteren Kaisers Hadrian, Publius Aelius Hadrianus Afer, sein Neffe war, muss Traianus pater eine Schwester gehabt haben, möglicherweise Ulpia Plotina, die in Herculaneum mehrfach inschriftlich nachzuweisen ist. Er starb vor 100 und wurde von seinem Sohn 113 zum Gott erhoben.